# Кроссовер (тип автомобиля)

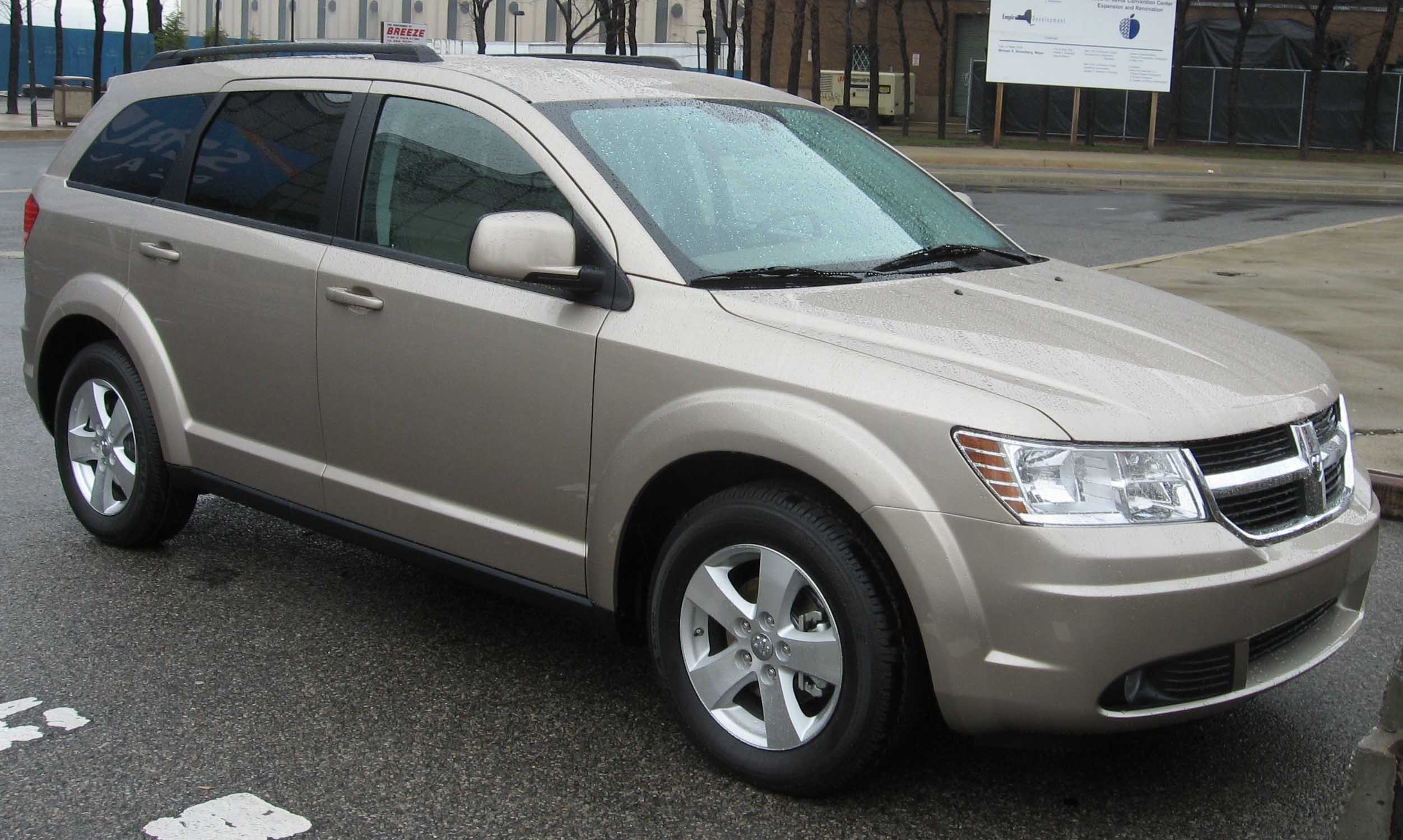
Dodge Journey — типичный вариант американского кроссовера.

Кроссовер (также CUV — Crossover Utility Vehicle или Кроссовер SUV) — автомобиль с повышеным дорожным просветом, на легковой платформе, при этом имеющий отдельные черты, характерные для SUV — в частности, внешний вид, высокую посадку водителя и пассажиров.
В 2024 году доля кроссоверов превысила 50% от продаваемых новых автомобилей в странах Европы и в России. 

## Подвиды кроссоверов
В 2020-х годах резко выросли объемы продаж и доля рынка кроссоверов и появились устоявшиеся их разделения на подвиды, с использованием сегментов B, C, D и E из системы классификации легкового автотранспорта:
B-SUV (SUV-B) - субкомпактные кроссоверы
C-SUV (SUV-C) - компактные кроссоверы
D-SUV (SUV-D) - среднеразмерные кроссоверы
E-SUV (SUV-E) - крупноразмерные кроссоверы
В России в 2024 году продажи B-SUV составли 15% от продаж всех новых автомобилей в стране, C-SUV составили 25%, D-SUV - 18%, а E- SUV - 7%. 

## Определение
Crossover в переводе с английского — пересечение, переход, перекрестный. Кроссоверы — класс автомобилей с ещё не вполне чётко очерченными рамками. Иногда кроссоверы называют подклассом SUV (Crossover SUV), иногда — самостоятельным классом (CUV — Crossover Utility Vehicle). Даже в США многие покупатели слабо отличают эти два класса друг от друга, поскольку различия между ними носят преимущественно конструктивный характер, при зачастую весьма схожей внешности. Не имеет однозначного характера и соотношение этого класса автомобилей с во многом похожими на него универсалами повышенной проходимости, вроде Volvo XC70, Audi Allroad, Škoda Octavia Scout и Subaru Outback.
Первым полноценным кроссовером стал выпущенный в 1994 году Toyota RAV4. Однако если исходить из общепринятого определения этого типа автомобилей, то «первенцем» можно считать советскую модель ГАЗ М-72.
Газета Wall Street дала следующее определение кроссоверов с точки зрения их потребительских качеств — «универсалы, которые выглядят как SUV, но при этом имеют поведение на дороге как у легкового автомобиля».
В российской автомобильной журналистике ввиду этого за кроссоверами закрепился неофициальный термин «паркетные внедорожники» или просто «паркетники», так как их эксплуатируют в основном в городских условиях, а их проходимость на грунтовых дорогах немногим лучше, чем у простых легковых автомобилей. В данном случае полный привод предназначен главным образом для повышения устойчивости и управляемости автомобиля в условиях скользкого покрытия и гололедицы, а также преодоления лёгкого «городского бездорожья» (снежные завалы на дорогах и т. п.).